# Porco casco-de-burro
Porco casco-de-burro, porco pé-de-burro ou porco casco-de-mula é um tipo de suídeo surgido na América e presente no Brasil.

## História
Desde o descobrimento do Brasil, os portugueses trouxeram diversos porcos de diferentes tipos que foram deixados no país em diferentes regiões, no que tiveram que se adaptar e sobreviver, desenvolvendo-se por séculos, resultando nos animais atuais.

## Características
O porco casco-de-burro não é uma raça propriamente dita, não constituem um conjunto de animais com características fenotípicas bastante homogêneas, mas um tipo de porco que tem de característica em comum os dois dedos dos pés que são fundidos (não são fendidos como é o normal), que ficam praticamente iguais a pata de um equino no geral. Esta característica está presente, inclusive, em alguns porcos ou javalis selvagens no território brasileiro. Por não constituir uma raça definida, os animais variam muito fenotipicamente e se cruzar um porco casco-de-burro com outra raça, parte dos filhotes herdam esta característica, aparentando ser composta de genes dominantes. Parece ser o caso de uma mutação natural que afeta alguns porcos na América, esta mesma característica pode ser encontrada em alguns porcos nos Estados Unidos da América e na Colômbia. Há controvérsia sobre o surgimento desta mutação, para alguns por se encontrar porcos com esta características neste países significa que eles tiveram um ancestral em comum, para outros esta mutação surgiu no Brasil e animais assim foram levados a partir do Brasil para outros países. 

## Distribuição do plantel
Porcos com esta características podem ser encontrados principalmente em Minas Gerais.

## Valor genético
Um trabalho de resgate e conservação destes animais permitiria identificar a composição de seus genes e seu uso naquelas características consideradas vantajosas, aprimorando os próprios animais, outras raças ou a criação de novas raças adaptadas a diferentes finalidades ou biomas. Estudos demonstraram que o casco-de-burro tem características genéticas que não são encontradas em outras raças de suínos. Uma eventual definição e fixação das características fenotípicas consideradas desejadas para uma raça, além da característica peculiar de dedos fundidos, com foco em um animal voltado a produção de carne de maior qualidade com marmoreio a exemplo de porcos de origem ibérica como o porco preto ibérico - famoso por seu presunto ibérico - adaptado ao clima brasileiro, muito rústico, que pode ser criado solto ou em pocilgas, poderia tornar esta raça economicamente interessante e única no mundo.